# Prey Sloek
Prey Sloek es una comuna (khum) del distrito de Treang, en la provincia de Takéo, Camboya.
Se encuentra ubicada al sur del país, en la llanura camboyana, cerca del río Mekong y de la frontera con Vietnam. Cuenta con un área de 36,45 km².

## Demografía
En marzo de 2008 tenía una población estimada de 10 555 habitantes.
Según el censo de 2019, la población ascendió a 11613 habitantes, con una densidad poblacional de 318,6 hab/km². De estos residentes, 5494 son hombres y 6119 son mujeres.